# 이중 결합
이중 결합(double bond)은 결합 차수가 2인 공유 결합이다. 두 개의 원자의 결합에 네개의 전자가 참여한다.
각각 한 개의 파이 결합과 시그마 결합을 하고 있다.
| 이중 결합 화합물           |                            |                                      |                            |
|                            |                            |                                      |                            |
| 에틸렌 탄소-탄소 이중 결합 | 아세톤 탄소-산소 이중 결합 | 다이메틸설폭시화물 황-산소 이중 결합 | 디아진 질소-질소 이중 결합 |

## 같이 보기
- 공유 결합
- 시그마 결합
- 파이 결합
- 삼중결합
- 불포화 결합